# GameMaker
GameMaker (раніше Animo, Game Maker (до 2011) і GameMaker Studio) — один з найпопулярніших ігрових рушіїв, що дозволяє розробляти застосунки під багато платформ. Є серйозним розвитком його попередника — Game Maker, і головною відмінністю є додання багатоплатформності, завдяки якій, а також іншим істотним доопрацюванням, GameMaker: Studio став потужним інструментом для професійної розробки. Творець і головний розробник перших шести версій оригінального конструктора Game Maker — Марк Овермарс, наступні версії, включно з GameMaker: Studio, розробляє компанія YoYo Games.
Безкоштовна версія (англ. Standard) обмежена компіляцією під Windows. У порівнянні з нею, професійна версія (англ. Professional) має багато переваг, серед яких керування ресурсами, компіляція для macOS, Ubuntu і запуск на Android. Також у професійній версії можна купувати додаткові модулі, що розширюють функціональність програми. Версія Master Collection містить усі поточні модулі і майбутні доповнення версії 1.x.

## Особливості
GameMaker: Studio дозволяє писати розширення під безліч платформ на відповідних їм мовами. Підтримуються наступні типи файлів розширень: gml всюди, dll-бібліотеки на Windows, Windows Phone, Xbox One, js-скрипти для HTML5, so-бібліотеки на Linux і Tizen, dylib-бібліотеки на Mac, prx на PS4, suprs на PSVita, а також спеціальні placeholder для iOS і Android . Є можливість створити проксі-розширення для проектів на багатьох платформах, що дозволяє використовувати однакові назви функцій в коді, але звертатися до бібліотек відповідної платформи.
Є функції для роботи з кодуваннями Base64, JSON, MD5, SHA-1, можливості розпакування ZIP -архівов, читання і записи .ini, текстових і двійкових файлів, управління каталогами. Є можливість взаємодіяти з мережею: колективна гра по UDP, TCP, Bluetooth, відправка http-запитів, завантаження будь-яких файлів, взаємодія з Steam API і Facebook .
З версії 1.1.1086 додана підтримка шейдерів — ефективного інструменту управління візуалізації, додавання графічних ефектів і перетворень. GameMaker: Studio підтримує вершинні і фрагменти шейдери на мовах GLSL ES, HLSL9, HLSL11 і GLSL .
З пристроїв, крім миші і клавіатури, присутні функції для взаємодії з джойстиками і геймпадом, для обробки торкань і нахилу на смартфонах.
GameMaker: Studio містить безліч математичних функцій для роботи зі скалярними і векторними величинами, включаючи тригонометричні обчислення, знаходження ступенів, логарифмів, інтерполяцій, нормалей векторів, скалярних творів. Є вбудований фізичний движок Box2D, набір функцій для роботи з ним, демонстраційні проекти Angry Cats і Angry Cats Space.
На відміну від GameMaker, Studio використовує компілятор, а не інтерпретатор коду, що прибрало можливість виконання чистого коду «на льоту», але істотно збільшило продуктивність ігор. Також є додатковий модуль YoYoCompiler, що транслює GML-код в C ++ і оптимізує його. Проекти, зібрані з використанням цього компонента, показують хорошу продуктивність з сотнями ігрових елементів на рівні. Однак цей модуль доступний не для всіх платформ.
Є підтримка багатьох сервісів монетизації (таких як AdMob, Google Analytics, Google Play Licensing) з коду. Також є підтримка систем управління версіями — є приклади інтеграції з SVN, GIT, Mercurial .
В останніх версіях з'явилася безліч опцій налагодження програм в новому вікні The Debug Module, що дозволяють ставити крапки зупинки, стежити за виконанням коду, значеннями будь-яких змінних, конкретних об'єктів, вмістом буферів, кількістю і часом виконання різних скриптів.

## Переваги та недоліки
+ Кросплатформовість, підтримувані платформи: Windows, Mac OS X, Ubuntu, Android, iOS, Windows Phone, Tizen, Xbox, PlayStation ;
+ Підтримка бібліотек і розширень, в тому числі на різних мовах;
+ Інтеграція з декількома системами управління версіями;
+ Інтеграція з Steam, GooglePlay, AppStore ;
+ Гнучка цінова категорія, Standard версія Game Maker: Studio абсолютно безкоштовна;
+ Власна спрощена мова програмування Game Maker Language (GML);
 — незважаючи на можливість роботи з 3D, в Game Maker вона вкрай незручна;
 — саме середовище розробки Game Maker: Studio доступна тільки на Windows (GMS 2 також доступна на macOS).

## Історія GameMaker: Studio

### 2012
22 травня вийшов GameMaker: Studio, що дозволяє розробляти додатки для Windows, Mac OS X і HTML 5. У серпні YoYo Games оголосили про введення сервісів монетизації з підтримкою AdColony, AdMob, Google Analytics, Google Play Licensing, iAds, MoPub, SupersonicAds. 2 жовтня програма стала доступна в продажу на платформі Steam . У листопаді був доданий новий модуль для експорту: Windows Phone 8 .

### 2013
У березні вийшов модуль експорту в Ubuntu Software Center для GameMaker: Studio. 17 травня розробники оголосили про те, що нативний модуль Windows 8 виходить зі стадії тестування і буде доступний у всіх версіях GameMaker: Studio. До цього додатка під Windows 8 створювалися трансляцією в JavaScript . 25 липня з'явилася версія 1.1.1076, що включає в себе модуль компіляції під Android . 13 серпня вийшла версія 1.1.1086, додає модуль компіляції iOS і підтримку шейдерів, Tizen v2.2. SDK. 17 числа відбувся випуск версії 1.2.1113 з новим модулем YoYoCompiler .

### 2014
6 червня GameMaker: Studio Standard став абсолютно безкоштовний. При цьому для нових користувачів Standard версії був вилучений експорт на Mac OS і при запуску ігор буде з'являтися водяний знак YoYo Games. Для оплаченої Standard версії такі обмеження не діють.

### 2015
YoYo Games була придбана компанією Playtech. Причиною цього, з коментарів представників самої YoYo Games, послужило те, що GameMaker: Studio не приніс достатньо прибутку, щоб у компанії були кошти на його подальший розвиток. Однак не варто думати, що YoYo Games просто намагається обзавестися легкими грошима: знову ж таки, за словами представників компанії, їх першочерговою метою завжди було надати як початківцям, так і просунутим розробникам зручний і простий конструктор для розробки ігор. Підкріплюють свої слова YoYo Games тим, що рішення про випуск безкоштовної версії GameMaker: Studio Standard було прийнято далеко не тільки в маркетингових цілях.
На даний момент YoYo Games отримала достатню кількість грошей від інвестора (Playtech) і планує випустити GameMaker Studio 2 в рекордно короткий термін. Імовірно, випуск нової версії популярного конструктора відбудеться ближче до кінця року.

### 2016
Почалося Бета-Тестування GameMaker Studio 2. Вся IDE переписана повністю «з нуля», на C # . У новій версії змінився процес розробки ігор. Додано безліч нових можливостей — як в IDE, так і в GML: шари, повне управління графічним конвеєром, камери, тернарний оператор, робота з матрицями, тайловие карти (включаючи автотайлінг), нові редактори кімнат, анімацій, і ін. Функції роботи з 3D були повністю вилучені, на зміну їм прийшли більш зручні і більш оптимізовані функції.
До кінця року заплановано випуск останньої версії GMS лінійки 1.x, з розширеною підтримкою Spine, яка буде останньою версією, додає нові можливості. Після цього для 1.x будуть випускатися тільки виправлення критичних помилок і виправлення, що підтримують працездатність всіх цільових платформ, а всі основні зусилля будуть спрямовані на розробку GameMaker Studio 2.

### 2017
У першому кварталі заплановано офіційний запуск GMS2, включаючи модулі для компіляції під всі підтримувані платформи. Починаючи з цього моменту буде припинено продаж GameMaker: Studio 1.x і модулів. І якщо ліцензія Professional для GMS 1.x буде видаватися разом з оплатою будь-ліцензії GameMaker Studio 2, то будь-які модулі інших платформ стануть повністю недоступні для придбання.
У другому кварталі заплановано випуск публічної бета версії IDE під macOS .

### 2019
У квітні 2019 був анонсований [Архівовано 2 жовтня 2020 у Wayback Machine.] вихід GM: S 2.3 з великими поліпшеннями по частині мови GML. Реліз планувався в кінці 2019 року, але сильно затримався.

### 2020
У серпні 2020 вийшла релізний версія GM: S 2.3 [Архівовано 30 вересня 2020 у Wayback Machine.] з безліччю нововведень в IDE [Архівовано 1 жовтня 2020 у Wayback Machine.] і GML [Архівовано 7 жовтня 2020 у Wayback Machine.] :
- Перероблений інтерфейс каталогу ресурсів, додані обрані ресурси, теги, кольору і т. д.
- З'явилися нові ресурси корисні для створення анімацій: Animation Curves і Sequences.
- У мову GML додані структури (вони ж «легковагі об'єкти») — на відміну від класичних об'єктів, у них немає відтворення і подій, що зручно для зберігання різних даних.
- У мову GML додані повноцінні функції, тепер до аргументів можна звертатися за іменами (до цього лише через argument0..15), а в одному файлі-скрипті можна описати безліч функцій. Більш того, функції можна оголошувати як методи об'єктів і навіть в якості конструкторів.
- З'явилася обробка помилок, доданий блок try-catch-finally.
- А також деякі інші нововведення.

Після збереження старого проекту в новій версії GM: S 2.3, він буде збережений з новою назвою і в новому форматі, який не відкривається в старих версіях.

## Ігри, створені на Game Maker: Studio
- Spelunky
- 12 is Better Than 6
- Gang Garrison 2[en]
- Undertale
- Fran Bow
- Hyper Light Drifter
- Nuclear Throne
- Hotline Miami 2: Wrong Number
- Katana Zero
- Loop Hero
- Pizza Tower
- STONKS-9800: Stock Market Simulator

## Альтернативні IDE
Зовнішній вигляд GameMaker часто критикують за непрофесійність. Найбільш відомою сторонньої IDE є Parakeet, в якій упор зроблений на зручність написання коду. Для компіляції це середовище використовує GameMaker: Studio. На даний момент проект перебуває в стадії закритого бета-тестування. Офіційний сайт: parakeet-ide.org.
Для GameMaker Studio 2 була зроблена повністю нова IDE, в розробці якої брав участь автор згаданої Parakeet, якого взяли в YoYo Games.